# Paris-Nice 2005
La 63e édition de la course cycliste par étapes Paris-Nice a eu lieu du 6 au 13 mars 2005. La course est la première épreuve de l'UCI ProTour 2005.

## Présentation

### Equipes
| ProTeams (20)- Bouygues Télécom - Cofidis-Le Crédit par Téléphone - Crédit Agricole - CSC - Davitamon-Lotto - Discovery Channel - Domina Vacanze-De Nardi - Euskaltel-Euskadi - Fassa Bortolo - Gerolsteiner - Illes Balears-Caisse d'Épargne - La Française des jeux - Lampre-Caffita - Liberty Seguros-Würth - Liquigas-Bianchi - Phonak Hearing Systems - Quick Step-Innergetic - Rabobank - Saunier Duval-Prodir - T-Mobile Équipe continentale professionnelle- AG2R Prévoyance |
| |

## Classements des étapes
| Étape     | Date    | Villes étapes                                             | Km       | Vainqueur d'étape  | Leader du classement général |
| --------- | ------- | --------------------------------------------------------- | -------- | ------------------ | ---------------------------- |
| Prologue  | 6 mars  | Issy-les-Moulineaux                                       | 4 km     | Jens Voigt         | Jens Voigt                   |
| 1re étape | 7 mars  | Étampes - Chabris                                         | 186,5 km | Tom Boonen         | Erik Dekker                  |
| 2e étape  | 8 mars  | La Châtre - Thiers (étape réduite, neige)                 | 46,5 km  | Tom Boonen         | Tom Boonen                   |
| 3e étape  | 9 mars  | Thiers - Craponne-sur-Arzon (étape réduite, neige)        | 118 km   | Vicente Reynés     | Tom Boonen                   |
| 4e étape  | 10 mars | Le Chambon-sur-Lignon - Montélimar (étape réduite, neige) | 105 km   | Fabian Cancellara  | Fabian Cancellara            |
| 5e étape  | 11 mars | Rognes - Toulon                                           | 172,5 km | Gilberto Simoni    | Bobby Julich                 |
| 6e étape  | 12 mars | La Crau - Cannes                                          | 184 km   | Joost Posthuma     | Bobby Julich                 |
| 7e étape  | 13 mars | Nice - Nice                                               | 135 km   | Alejandro Valverde | Bobby Julich                 |

## Déroulement de la course

### Prologue
L'Allemand Jens Voigt est le premier leader de la première course du ProTour 2005. Voigt remporte le prologue avec deux secondes d'avance sur le Suisse Fabian Cancellara. Sylvain Chavanel réalise le quatrième chrono à quatre secondes du leader. En revanche, Lance Armstrong a déçu en ne signant que la 140e performance, à 27 secondes de Voigt.
|   | Cycliste          | Pays      | Équipe        | Temps      |
| - | ----------------- | --------- | ------------- | ---------- |
| 1 | Jens Voigt        | Allemagne | CSC           | 5 min 15 s |
| 2 | Fabian Cancellara | Suisse    | Fassa Bortolo | + 2 s      |
| 3 | Erik Dekker       | Pays-Bas  | Rabobank      | + 3 s      |

### 1reétape
Le Belge Tom Boonen enlève au sprint la première étape qui menait les coureurs d'Étampes à Chabris (186,5 km). Derrière le Flamand, on trouve le Brésilien Luciano Pagliarini et l'Estonien Jaan Kirsipuu. Le Néerlandais Erik Dekker s'empare de la position de leader au classement général à la faveur des bonifications.
|   | Cycliste           | Pays     | Équipe          | Temps           |
| - | ------------------ | -------- | --------------- | --------------- |
| 1 | Tom Boonen         | Belgique | Quick Step      | 4 h 19 min 15 s |
| 2 | Luciano Pagliarini | Italie   | Liquigas        | m.t.            |
| 3 | Jaan Kirsipuu      | Estonie  | Crédit Agricole | m.t.            |

### 2eétape
Le tracé de l’étape est modifié en raison de chutes de neige durant la nuit (plus de 50 cm sur Thiers et sa région). Étape réduite à seulement 46,5 km remportée par le Belge Tom Boonen devant le Norvégien Kurt Asle Arvesen et l'Ukrainien Yaroslav Popovych. Tom Boonen est désormais leader du classement général.
|   | Cycliste          | Pays     | Équipe            | Temps       |
| - | ----------------- | -------- | ----------------- | ----------- |
| 1 | Tom Boonen        | Belgique | Quick Step        | 53 min 31 s |
| 2 | Kurt Asle Arvesen | Norvège  | CSC               | m.t.        |
| 3 | Yaroslav Popovych | Ukraine  | Discovery Channel | m.t.        |

### 3eétape
Le tracé de l’étape est à nouveau modifié en raison de chutes de neige. La DDE a fait des miracles afin que la course puisse se tenir. Étape réduite à 118 km remportée par l'Espagnol Vicente Reynés. Tom Boonen conserve la tête du classement général tandis que David Moncoutié s'empare du maillot de meilleur grimpeur.
|   | Cycliste       | Pays       | Équipe          | Temps           |
| - | -------------- | ---------- | --------------- | --------------- |
| 1 | Vicente Reynés | Espagne    | Illes Balears   | 2 h 41 min 51 s |
| 2 | Guido Trenti   | Italie     | Quick Step      | m.t.            |
| 3 | Fred Rodriguez | États-Unis | Davitamon-Lotto | m.t.            |

### 4eétape
Le tracé de l’étape est une nouvelle fois modifié en raison de chutes de neige. Le Suisse Fabian Cancellara s’impose à Montélimar devant Jaan Kirsipuu et s'empare du maillot jaune et blanc de leader du classement général. À noter l'abandon de Lance Armstrong ; il a quitté la course la veille pour poursuivre son programme d'entraînement à Gérone (Espagne)
|   | Cycliste            | Pays    | Équipe          | Temps           |
| - | ------------------- | ------- | --------------- | --------------- |
| 1 | Fabian Cancellara   | Suisse  | Fassa Bortolo   | 2 h 11 min 03 s |
| 2 | Jaan Kirsipuu       | Estonie | Crédit Agricole | m.t.            |
| 3 | Juan Antonio Flecha | Espagne | Fassa Bortolo   | + 2 s           |

### 5eétape
L'Italien Gilberto Simoni s’impose au Mont Faron devant l'Australien Cadel Evans et le Français David Moncoutié. L'Américain Bobby Julich prend le maillot jaune et blanc de leader du classement général devant Constantino Zaballa (à 19 secondes) et Alejandro Valverde (à 20 secondes).
|   | Cycliste        | Pays      | Équipe          | Temps           |
| - | --------------- | --------- | --------------- | --------------- |
| 1 | Gilberto Simoni | Italie    | Lampre-Caffita  | 4 h 07 min 27 s |
| 2 | Cadel Evans     | Australie | Davitamon-Lotto | + 19 s          |
| 3 | David Moncoutié | France    | Cofidis         | m.t.            |

### 6eétape
Le Néerlandais Joost Posthuma s’impose détaché à Cannes. Une minute et 11 secondes après Posthuma, un trio franchit la ligne d'arrivée : l'Allemand Jörg Ludewig, l'Australien Aaron Kemps et le Français Cyril Dessel terminent dans cet ordre. Un autre trio de cyclistes termine à 3 minutes et 11 secondes tandis que le peloton pointe à 4 minutes et 2 secondes. Bobby Julich conserve le maillot de leader du classement général.
|   | Cycliste       | Pays      | Équipe          | Temps           |
| - | -------------- | --------- | --------------- | --------------- |
| 1 | Joost Posthuma | Pays-Bas  | Rabobank        | 4 h 21 min 24 s |
| 2 | Jörg Ludewig   | Allemagne | Domina Vacanze  | + 1 min 11 s    |
| 3 | Aaron Kemps    | Australie | Liberty Seguros | + 1 min 43 s    |

### 7eétape
L'Espagnol Alejandro Valverde remporte la dernière étape sur la Promenade des Anglais. Bobby Julich enlève l'édition 2005 de Paris-Nice ; il est le premier coureur américain à inscrire son nom au palmarès de la course au soleil.
|   | Cycliste           | Pays       | Équipe        | Temps           |
| - | ------------------ | ---------- | ------------- | --------------- |
| 1 | Alejandro Valverde | Espagne    | Illes Balears | 3 h 28 min 29 s |
| 2 | Franco Pellizotti  | Italie     | Liquigas      | m.t.            |
| 3 | Kim Kirchen        | Luxembourg | Fassa Bortolo | m.t.            |

## Classements finals

### Classement général
| \| Classement général \| Classement général \| Classement général \| Classement général \| Classement général \| \| Coureur \| Coureur \| Pays \| Équipe \| Temps \| \| ------------------ \| -------------------------- \| ------------------ \| --------------------- \| ------------------ \| \| 1er \| Bobby Julich \| États-Unis \| CSC \| 22 h 32 min 13 s \| \| 2e \| Alejandro Valverde \| Espagne \| Illes Balears \| + 10 s \| \| 3e \| Constantino Zaballa \| Espagne \| Saunier Duval-Prodir \| + 19 s \| \| 4e \| Jens Voigt \| Allemagne \| CSC \| + 44 s \| \| 5e \| Jörg Jaksche \| Allemagne \| Liberty Seguros-Würth \| + 45 s \| \| 6e \| Franco Pellizotti \| Italie \| Liquigas-Bianchi \| + 49 s \| \| 7e \| Fränk Schleck \| Luxembourg \| CSC \| + 58 s \| \| 8e \| Cadel Evans \| Australie \| Davitamon-Lotto \| + 58 s \| \| 9e \| José Ángel Gómez Marchante \| Espagne \| Saunier Duval-Prodir \| + 1 min 20 s \| \| 10e \| Davide Rebellin \| Italie \| Gerolsteiner \| + 1 min 21 s \| \| 11e \| Erik Dekker \| Pays-Bas \| Rabobank \| + 1 min 25 s \| \| 12e \| Thomas Lövkvist \| Suède \| La Française des jeux \| + 1 min 36 s \| \| 13e \| Kim Kirchen \| Luxembourg \| Fassa Bortolo \| + 1 min 44 s \| \| 14e \| José Luis Rubiera \| Espagne \| Discovery Channel \| + 2 min 08 s \| \| 15e \| Alberto Contador \| Espagne \| Liberty Seguros-Würth \| + 2 min 18 s \| \| 16e \| Alexandre Vinokourov \| Kazakhstan \| T-Mobile \| + 2 min 22 s \| \| 17e \| Manuel Beltrán \| Espagne \| Discovery Channel \| + 2 min 28 s \| \| 18e \| Thomas Voeckler \| France \| Bouygues Telecom \| + 3 min 16 s \| \| 19e \| Dariusz Baranowski \| Pologne \| Liberty Seguros-Würth \| + 3 min 55 s \| \| 20e \| Patxi Vila \| Espagne \| Lampre-Caffita \| + 3 min 57 s \| |                            |            |                       |                  |
| |                            |            |                       |                  |
| |                            |            |                       |                  |
| Classement général |                            |            |                       |                  |
| Coureur | Coureur                    | Pays       | Équipe                | Temps            |
| 1er | Bobby Julich               | États-Unis | CSC                   | 22 h 32 min 13 s |
| 2e | Alejandro Valverde         | Espagne    | Illes Balears         | + 10 s           |
| 3e | Constantino Zaballa        | Espagne    | Saunier Duval-Prodir  | + 19 s           |
| 4e | Jens Voigt                 | Allemagne  | CSC                   | + 44 s           |
| 5e | Jörg Jaksche               | Allemagne  | Liberty Seguros-Würth | + 45 s           |
| 6e | Franco Pellizotti          | Italie     | Liquigas-Bianchi      | + 49 s           |
| 7e | Fränk Schleck              | Luxembourg | CSC                   | + 58 s           |
| 8e | Cadel Evans                | Australie  | Davitamon-Lotto       | + 58 s           |
| 9e | José Ángel Gómez Marchante | Espagne    | Saunier Duval-Prodir  | + 1 min 20 s     |
| 10e | Davide Rebellin            | Italie     | Gerolsteiner          | + 1 min 21 s     |
| 11e | Erik Dekker                | Pays-Bas   | Rabobank              | + 1 min 25 s     |
| 12e | Thomas Lövkvist            | Suède      | La Française des jeux | + 1 min 36 s     |
| 13e | Kim Kirchen                | Luxembourg | Fassa Bortolo         | + 1 min 44 s     |
| 14e | José Luis Rubiera          | Espagne    | Discovery Channel     | + 2 min 08 s     |
| 15e | Alberto Contador           | Espagne    | Liberty Seguros-Würth | + 2 min 18 s     |
| 16e | Alexandre Vinokourov       | Kazakhstan | T-Mobile              | + 2 min 22 s     |
| 17e | Manuel Beltrán             | Espagne    | Discovery Channel     | + 2 min 28 s     |
| 18e | Thomas Voeckler            | France     | Bouygues Telecom      | + 3 min 16 s     |
| 19e | Dariusz Baranowski         | Pologne    | Liberty Seguros-Würth | + 3 min 55 s     |
| 20e | Patxi Vila                 | Espagne    | Lampre-Caffita        | + 3 min 57 s     |

| Classement par points | Classement par points | Classement par points | Classement par points | Classement par points |
| Coureur               | Coureur               | Pays                  | Équipe                | Points                |
| --------------------- | --------------------- | --------------------- | --------------------- | --------------------- |
| 1er                   | Jens Voigt            | Allemagne             | CSC                   | 94 pts                |
| 2e                    | Erik Dekker           | Pays-Bas              | Rabobank              | 70 pts                |
| 3e                    | Alejandro Valverde    | Espagne               | Illes Balears         | 68 pts                |
| 4e                    | Constantino Zaballa   | Espagne               | Saunier Duval-Prodir  | 67 pts                |
| 5e                    | Yaroslav Popovych     | Ukraine               | Discovery Channel     | 55 pts                |
| 6e                    | Vicente Reynés        | Espagne               | Illes Balears         | 53 pts                |
| 7e                    | Alberto Contador      | Espagne               | Liberty Seguros-Würth | 51 pts                |
| 8e                    | Fabian Cancellara     | Suisse                | Fassa Bortolo         | 50 pts                |
| 9e                    | Bobby Julich          | États-Unis            | CSC                   | 48 pts                |
| 10e                   | Franco Pellizotti     | Italie                | Liquigas-Bianchi      | 46 pts                |

| Classement par points | Classement par points | Classement par points | Classement par points | Classement par points |
| Coureur               | Coureur               | Pays                  | Équipe                | Points                |
| --------------------- | --------------------- | --------------------- | --------------------- | --------------------- |
| 1er                   | Jens Voigt            | Allemagne             | CSC                   | 94 pts                |
| 2e                    | Erik Dekker           | Pays-Bas              | Rabobank              | 70 pts                |
| 3e                    | Alejandro Valverde    | Espagne               | Illes Balears         | 68 pts                |
| 4e                    | Constantino Zaballa   | Espagne               | Saunier Duval-Prodir  | 67 pts                |
| 5e                    | Yaroslav Popovych     | Ukraine               | Discovery Channel     | 55 pts                |
| 6e                    | Vicente Reynés        | Espagne               | Illes Balears         | 53 pts                |
| 7e                    | Alberto Contador      | Espagne               | Liberty Seguros-Würth | 51 pts                |
| 8e                    | Fabian Cancellara     | Suisse                | Fassa Bortolo         | 50 pts                |
| 9e                    | Bobby Julich          | États-Unis            | CSC                   | 48 pts                |
| 10e                   | Franco Pellizotti     | Italie                | Liquigas-Bianchi      | 46 pts                |

| Classement de la montagne | Classement de la montagne | Classement de la montagne | Classement de la montagne       | Classement de la montagne |
| Coureur                   | Coureur                   | Pays                      | Équipe                          | Points                    |
| ------------------------- | ------------------------- | ------------------------- | ------------------------------- | ------------------------- |
| 1er                       | David Moncoutié           | France                    | Cofidis-Le Crédit par Téléphone | 58 pts                    |
| 2e                        | Jörg Ludewig              | Allemagne                 | Domina Vacanze-De Nardi         | 28 pts                    |
| 3e                        | Óscar Pereiro             | Espagne                   | Phonak Hearing Systems          | 19 pts                    |
| 4e                        | Alberto Contador          | Espagne                   | Liberty Seguros-Würth           | 18 pts                    |
| 5e                        | Marco Serpellini          | Italie                    | Gerolsteiner                    | 16 pts                    |
| 6e                        | Egoi Martínez             | Espagne                   | Euskaltel-Euskadi               | 13 pts                    |
| 7e                        | Nicolas Jalabert          | France                    | Phonak Hearing Systems          | 12 pts                    |
| 8e                        | Dariusz Baranowski        | Pologne                   | Liberty Seguros-Würth           | 12 pts                    |
| 9e                        | Rik Verbrugghe            | Belgique                  | Quick Step-Innergetic           | 12 pts                    |
| 10e                       | Franco Pellizotti         | Italie                    | Liquigas-Bianchi                | 11 pts                    |

| Classement de la montagne | Classement de la montagne | Classement de la montagne | Classement de la montagne       | Classement de la montagne |
| Coureur                   | Coureur                   | Pays                      | Équipe                          | Points                    |
| ------------------------- | ------------------------- | ------------------------- | ------------------------------- | ------------------------- |
| 1er                       | David Moncoutié           | France                    | Cofidis-Le Crédit par Téléphone | 58 pts                    |
| 2e                        | Jörg Ludewig              | Allemagne                 | Domina Vacanze-De Nardi         | 28 pts                    |
| 3e                        | Óscar Pereiro             | Espagne                   | Phonak Hearing Systems          | 19 pts                    |
| 4e                        | Alberto Contador          | Espagne                   | Liberty Seguros-Würth           | 18 pts                    |
| 5e                        | Marco Serpellini          | Italie                    | Gerolsteiner                    | 16 pts                    |
| 6e                        | Egoi Martínez             | Espagne                   | Euskaltel-Euskadi               | 13 pts                    |
| 7e                        | Nicolas Jalabert          | France                    | Phonak Hearing Systems          | 12 pts                    |
| 8e                        | Dariusz Baranowski        | Pologne                   | Liberty Seguros-Würth           | 12 pts                    |
| 9e                        | Rik Verbrugghe            | Belgique                  | Quick Step-Innergetic           | 12 pts                    |
| 10e                       | Franco Pellizotti         | Italie                    | Liquigas-Bianchi                | 11 pts                    |

| Classement du meilleur jeune | Classement du meilleur jeune | Classement du meilleur jeune | Classement du meilleur jeune | Classement du meilleur jeune |
| Coureur                      | Coureur                      | Pays                         | Équipe                       | Temps                        |
| ---------------------------- | ---------------------------- | ---------------------------- | ---------------------------- | ---------------------------- |
| 1er                          | Alejandro Valverde           | Espagne                      | Illes Balears                | 22 h 32 min 23 s             |
| 2e                           | Fränk Schleck                | Luxembourg                   | CSC                          | + 48 s                       |
| 3e                           | José Ángel Gómez Marchante   | Espagne                      | Saunier Duval-Prodir         | + 1 min 10 s                 |
| 4e                           | Thomas Lövkvist              | Suède                        | La Française des jeux        | + 1 min 26 s                 |
| 5e                           | Alberto Contador             | Espagne                      | Liberty Seguros-Würth        | + 2 min 08 s                 |
| 6e                           | Andrey Kashechkin            | Kazakhstan                   | Crédit Agricole              | + 4 min 48 s                 |
| 7e                           | Yaroslav Popovych            | Ukraine                      | Discovery Channel            | + 4 min 56 s                 |
| 8e                           | Thomas Dekker                | Pays-Bas                     | Rabobank                     | + 5 min 31 s                 |
| 9e                           | Maxim Iglinskiy              | Kazakhstan                   | Domina Vacanze-De Nardi      | + 6 min 10 s                 |
| 10e                          | Vicente Reynés               | Espagne                      | Illes Balears                | + 11 min 51 s                |

| Classement du meilleur jeune | Classement du meilleur jeune | Classement du meilleur jeune | Classement du meilleur jeune | Classement du meilleur jeune |
| Coureur                      | Coureur                      | Pays                         | Équipe                       | Temps                        |
| ---------------------------- | ---------------------------- | ---------------------------- | ---------------------------- | ---------------------------- |
| 1er                          | Alejandro Valverde           | Espagne                      | Illes Balears                | 22 h 32 min 23 s             |
| 2e                           | Fränk Schleck                | Luxembourg                   | CSC                          | + 48 s                       |
| 3e                           | José Ángel Gómez Marchante   | Espagne                      | Saunier Duval-Prodir         | + 1 min 10 s                 |
| 4e                           | Thomas Lövkvist              | Suède                        | La Française des jeux        | + 1 min 26 s                 |
| 5e                           | Alberto Contador             | Espagne                      | Liberty Seguros-Würth        | + 2 min 08 s                 |
| 6e                           | Andrey Kashechkin            | Kazakhstan                   | Crédit Agricole              | + 4 min 48 s                 |
| 7e                           | Yaroslav Popovych            | Ukraine                      | Discovery Channel            | + 4 min 56 s                 |
| 8e                           | Thomas Dekker                | Pays-Bas                     | Rabobank                     | + 5 min 31 s                 |
| 9e                           | Maxim Iglinskiy              | Kazakhstan                   | Domina Vacanze-De Nardi      | + 6 min 10 s                 |
| 10e                          | Vicente Reynés               | Espagne                      | Illes Balears                | + 11 min 51 s                |

| Classement par équipes | Classement par équipes          | Classement par équipes | Classement par équipes |
| Équipe                 | Équipe                          | Pays                   | Temps                  |
| ---------------------- | ------------------------------- | ---------------------- | ---------------------- |
| 1re                    | CSC                             | Danemark               | 67 h 38 min 08 s       |
| 2e                     | Saunier Duval-Prodir            | Espagne                | + 17 s                 |
| 3e                     | Liberty Seguros-Würth           | Espagne                | + 1 min 50 s           |
| 4e                     | Discovery Channel               | États-Unis             | + 4 min 09 s           |
| 5e                     | Davitamon-Lotto                 | Belgique               | + 7 min 07 s           |
| 6e                     | Fassa Bortolo                   | Italie                 | + 10 min 46 s          |
| 7e                     | Rabobank                        | Pays-Bas               | + 12 min 08 s          |
| 8e                     | Cofidis-Le Crédit par Téléphone | France                 | + 12 min 12 s          |
| 9e                     | Bouygues Télécom                | France                 | + 13 min 30 s          |
| 10e                    | AG2R Prévoyance                 | France                 | + 16 min 02 s          |

| Classement par équipes | Classement par équipes          | Classement par équipes | Classement par équipes |
| Équipe                 | Équipe                          | Pays                   | Temps                  |
| ---------------------- | ------------------------------- | ---------------------- | ---------------------- |
| 1re                    | CSC                             | Danemark               | 67 h 38 min 08 s       |
| 2e                     | Saunier Duval-Prodir            | Espagne                | + 17 s                 |
| 3e                     | Liberty Seguros-Würth           | Espagne                | + 1 min 50 s           |
| 4e                     | Discovery Channel               | États-Unis             | + 4 min 09 s           |
| 5e                     | Davitamon-Lotto                 | Belgique               | + 7 min 07 s           |
| 6e                     | Fassa Bortolo                   | Italie                 | + 10 min 46 s          |
| 7e                     | Rabobank                        | Pays-Bas               | + 12 min 08 s          |
| 8e                     | Cofidis-Le Crédit par Téléphone | France                 | + 12 min 12 s          |
| 9e                     | Bouygues Télécom                | France                 | + 13 min 30 s          |
| 10e                    | AG2R Prévoyance                 | France                 | + 16 min 02 s          |

## Évolution des classements
| Étape (Vainqueur)                 | Classement général | Classement de la montagne | Classement par point | Le meilleur jeune  | Classement par équipes |
| --------------------------------- | ------------------ | ------------------------- | -------------------- | ------------------ | ---------------------- |
| Prologue Jens Voigt               | Jens Voigt         | non attribué              | Jens Voigt           | Fabian Cancellara  | CSC                    |
| Première étape Tom Boonen         | Erik Dekker        | Jimmy Casper              | Erik Dekker          | Fabian Cancellara  | CSC                    |
| Deuxième étape Tom Boonen         | Tom Boonen         | Kim Kirchen               | Erik Dekker          | Tom Boonen         | CSC                    |
| Troisième étape Vicente Reynés    | Tom Boonen         | David Moncoutié           | Tom Boonen           | Tom Boonen         | CSC                    |
| Quatrième étape Fabian Cancellara | Fabian Cancellara  | David Moncoutié           | Tom Boonen           | Fabian Cancellara  | Fassa Bortolo          |
| Cinquième étape Gilberto Simoni   | Bobby Julich       | David Moncoutié           | Tom Boonen           | Alejandro Valverde | CSC                    |
| Sixième étape Joost Posthuma      | Bobby Julich       | David Moncoutié           | Tom Boonen           | Alejandro Valverde | CSC                    |
| Septième étape Alejandro Valverde | Bobby Julich       | David Moncoutié           | Jens Voigt           | Alejandro Valverde | CSC                    |

## Liste des engagés
| Légende                             | Légende                                                                                         | Légende                         | Légende                                                                                                  |
| ----------------------------------- | ----------------------------------------------------------------------------------------------- | ------------------------------- | --- |
| Num                                 | Dossard de départ porté par le coureur sur ce Paris-Nice                                        | Pos                             | Position finale au classement général                                                                    |
| Leader du classement général        | Indique le vainqueur du classement général                                                      | Leader du classement par points | Indique le vainqueur du classement par points                                                            |
| Leader du classement de la montagne | Indique le vainqueur du classement de la montagne                                               |                                 | Indique un maillot de champion national ou mondial, suivi de sa spécialité                               |
| #                                   | Indique la meilleure équipe                                                                     | NP                              | Indique un coureur qui n'a pas pris le départ d'une étape, suivi du numéro de l'étape où il s'est retiré |
| AB                                  | Indique un coureur qui n'a pas terminé une étape, suivi du numéro de l'étape où il s'est retiré | HD                              | Indique un coureur qui a terminé une étape hors des délais, suivi du numéro de l'étape                   |
| DSQ                                 | Indique un coureur qui a été disqualifié de la course, suivi du numéro de l'étape               |                                 | |

| Liberty Seguros-Würth LSW | Liberty Seguros-Würth LSW       | Liberty Seguros-Würth LSW |
| ------------------------- | ------------------------------- | ------------------------- |
| Num                       | Coureur                         | Pos                       |
| 1                         | Jörg Jaksche (GER)              | 5e                        |
| 2                         | Dariusz Baranowski (POL)        | 19e                       |
| 3                         | Alberto Contador (ESP)          | 15e                       |
| 4                         | Koen de Kort (NED)              | 91e                       |
| 5                         | Igor González de Galdeano (ESP) | AB-6                      |
| 6                         | Aaron Kemps (AUS)               | AB-7                      |
| 7                         | Javier Ramírez Abeja (ESP)      | 42e                       |
| 8                         | Luis León Sánchez (ESP)         | 54e                       |

| Gerolsteiner GST | Gerolsteiner GST       | Gerolsteiner GST |
| ---------------- | ---------------------- | ---------------- |
| Num              | Coureur                | Pos              |
| 11               | Davide Rebellin (ITA)  | 10e              |
| 12               | Andrea Moletta (ITA)   | AB-7             |
| 13               | Ronny Scholz (GER)     | AB-3             |
| 14               | Marco Serpellini (ITA) | 58e              |
| 15               | Marcel Strauss (SUI)   | AB-5             |
| 16               | Georg Totschnig (AUT)  | NP-4             |
| 17               | Beat Zberg (SUI)       | 89e              |
| 18               | Thomas Ziegler (GER)   | AB-7             |

| CSC | CSC                     | CSC  |
| --- | ----------------------- | ---- |
| Num | Coureur                 | Pos  |
| 21  | Jens Voigt (GER)        | 4e   |
| 22  | Kurt Asle Arvesen (NOR) | AB-7 |
| 23  | Vladimir Gusev (RUS)    | AB   |
| 24  | Bobby Julich (USA)      | 1er  |
| 25  | Carlos Sastre (ESP)     | AB-7 |
| 26  | Fränk Schleck (LUX)     | 7e   |
| 27  | Nicki Sørensen (DEN)    | 66e  |
| 28  | David Zabriskie (USA)   | AB-7 |

| T-Mobile TMO | T-Mobile TMO               | T-Mobile TMO |
| ------------ | -------------------------- | ------------ |
| Num          | Coureur                    | Pos          |
| 31           | Alexandre Vinokourov (KAZ) | 16e          |
| 32           | Torsten Hiekmann (GER)     | AB-5         |
| 33           | Sergueï Ivanov (RUS)       | AB-7         |
| 34           | André Korff (GER)          | AB-7         |
| 35           | Olaf Pollack (GER)         | AB-7         |
| 36           | Bram Schmitz (NED)         | AB-7         |
| 37           | Óscar Sevilla (ESP)        | 80e          |
| 38           | Sergueï Yakovlev (KAZ)     | AB-7         |

| Rabobank RAB | Rabobank RAB           | Rabobank RAB |
| ------------ | ---------------------- | ------------ |
| Num          | Coureur                | Pos          |
| 41           | Erik Dekker (NED)      | 11e          |
| 42           | Jan Boven (NED)        | 73e          |
| 43           | Steven de Jongh (NED)  | 84e          |
| 44           | Thomas Dekker (NED)    | 31e          |
| 45           | Mathew Hayman (AUS)    | 81e          |
| 46           | Grischa Niermann (GER) | 67e          |
| 47           | Joost Posthuma (NED)   | AB-7         |
| 48           | Roy Sentjens (BEL)     | 83e          |

| Discovery Channel DSC | Discovery Channel DSC    | Discovery Channel DSC |
| --------------------- | ------------------------ | --------------------- |
| Num                   | Coureur                  | Pos                   |
| 51                    | Lance Armstrong (USA)    | NP-4                  |
| 52                    | José Azevedo (POR)       | 28e                   |
| 53                    | Manuel Beltrán (ESP)     | 17e                   |
| 54                    | Tom Danielson (USA)      | 38e                   |
| 55                    | Viatcheslav Ekimov (RUS) | 71e                   |
| 56                    | Yaroslav Popovych (UKR)  | 27e                   |
| 57                    | José Luis Rubiera (ESP)  | 15e                   |
| 58                    | Paolo Savoldelli (ITA)   | 37e                   |

| Quick Step-Innergetic QSI | Quick Step-Innergetic QSI | Quick Step-Innergetic QSI |
| ------------------------- | ------------------------- | ------------------------- |
| Num                       | Coureur                   | Pos                       |
| 61                        | Tom Boonen (BEL)          | AB-7                      |
| 62                        | Kevin De Weert (BEL)      | 50e                       |
| 63                        | Kevin Hulsmans (BEL)      | AB-7                      |
| 64                        | Marc Lotz (NED)           | AB-7                      |
| 65                        | Michael Rogers (AUS)      | AB-6                      |
| 66                        | Bram Tankink (NED)        | 24e                       |
| 67                        | Guido Trenti (ITA)        | 64e                       |
| 68                        | Rik Verbrugghe (BEL)      | 56e                       |

| Phonak Hearing Systems PHO | Phonak Hearing Systems PHO           | Phonak Hearing Systems PHO |
| -------------------------- | ------------------------------------ | -------------------------- |
| Num                        | Coureur                              | Pos                        |
| 71                         | Floyd Landis (USA)                   | 46e                        |
| 72                         | Robert Hunter (RSA)                  | AB-1                       |
| 73                         | Nicolas Jalabert (FRA)               | 59e                        |
| 74                         | Miguel Ángel Martín Perdiguero (ESP) | NP-6                       |
| 75                         | Alexandre Moos (SUI)                 | 79e                        |
| 76                         | Víctor Hugo Peña (COL)               | 62e                        |
| 77                         | Óscar Pereiro (ESP)                  | 70e                        |
| 78                         | Tadej Valjavec (SLO)                 | 29e                        |

| Fassa Bortolo FAS | Fassa Bortolo FAS         | Fassa Bortolo FAS |
| ----------------- | ------------------------- | ----------------- |
| Num               | Coureur                   | Pos               |
| 81                | Dario Frigo (ITA)         | 36e               |
| 82                | Paolo Bossoni (ITA)       | AB-7              |
| 83                | Fabian Cancellara (SUI)   | 69e               |
| 84                | Mauro Facci (ITA)         | 76e               |
| 85                | Juan Antonio Flecha (ESP) | 63e               |
| 86                | Volodymyr Gustov (UKR)    | 57e               |
| 87                | Andrej Hauptman (SLO)     | AB-4              |
| 88                | Kim Kirchen (LUX)         | 13e               |

| Cofidis-Le Crédit par Téléphone COF | Cofidis-Le Crédit par Téléphone COF | Cofidis-Le Crédit par Téléphone COF |
| ----------------------------------- | ----------------------------------- | ----------------------------------- |
| Num                                 | Coureur                             | Pos                                 |
| 91                                  | David Moncoutié (FRA)               | 47e                                 |
| 92                                  | Frédéric Bessy (FRA)                | 78e                                 |
| 93                                  | Jimmy Casper (FRA)                  | AB-7                                |
| 94                                  | Sylvain Chavanel (FRA)              | 35e                                 |
| 95                                  | Jimmy Engoulvent (FRA)              | AB-6                                |
| 96                                  | Dmitriy Fofonov (KAZ)               | 39e                                 |
| 96                                  | Bingen Fernández (ESP)              | 44e                                 |
| 98                                  | Luis Pérez Rodríguez (ESP)          | AB-7                                |

| Illes Balears IBA | Illes Balears IBA            | Illes Balears IBA |
| ----------------- | ---------------------------- | ----------------- |
| Num               | Coureur                      | Pos               |
| 101               | Alejandro Valverde (ESP)     | 2e                |
| 102               | Daniel Becke (GER)           | AB-7              |
| 103               | Jonathan González Ríos (ESP) | HD-4              |
| 104               | David Navas (ESP)            | AB-7              |
| 105               | Aitor Osa (ESP)              | 32e               |
| 106               | Vicente Reynés (ESP)         | 45e               |
| 107               | Antonio Tauler (ESP)         | NP-1              |
| 108               | Xabier Zandio (ESP)          | HD-4              |

| Davitamon-Lotto DVL | Davitamon-Lotto DVL     | Davitamon-Lotto DVL |
| ------------------- | ----------------------- | ------------------- |
| Num                 | Coureur                 | Pos                 |
| 111                 | Axel Merckx (BEL)       | NP-6                |
| 112                 | Mario Aerts (BEL)       | 21e                 |
| 113                 | Christophe Brandt (BEL) | 26e                 |
| 114                 | Cadel Evans (AUS)       | 8e                  |
| 115                 | Nico Mattan (BEL)       | AB-7                |
| 116                 | Fred Rodriguez (USA)    | AB-7                |
| 117                 | Léon van Bon (NED)      | AB-3                |
| 118                 | Johan Vansummeren (BEL) | NP-6                |

| Saunier Duval-Prodir SDV | Saunier Duval-Prodir SDV         | Saunier Duval-Prodir SDV |
| ------------------------ | -------------------------------- | ------------------------ |
| Num                      | Coureur                          | Pos                      |
| 121                      | Leonardo Piepoli (ITA)           | 41e                      |
| 122                      | Íñigo Cuesta (ESP)               | AB-7                     |
| 123                      | Nicolas Fritsch (FRA)            | AB-7                     |
| 124                      | José Ángel Gómez Marchante (ESP) | 9e                       |
| 125                      | Fabian Jeker (SUI)               | AB-7                     |
| 126                      | Joaquim Rodríguez (ESP)          | 30e                      |
| 127                      | Francisco Ventoso (ESP)          | AB-7                     |
| 128                      | Constantino Zaballa (ESP)        | 3e                       |

| Euskaltel-Euskadi EUS | Euskaltel-Euskadi EUS         | Euskaltel-Euskadi EUS |
| --------------------- | ----------------------------- | --------------------- |
| Num                   | Coureur                       | Pos                   |
| 131                   | Igor Antón (ESP)              | AB-7                  |
| 132                   | Mikel Artetxe (ESP)           | AB-5                  |
| 133                   | Iker Camaño (ESP)             | AB-7                  |
| 134                   | Gorka González (ESP)          | AB-7                  |
| 135                   | Alberto López de Munain (ESP) | AB-7                  |
| 136                   | Egoi Martínez (ESP)           | 43e                   |
| 137                   | Aketza Peña (ESP)             | 87e                   |
| 138                   | Gorka Verdugo (ESP)           | 61e                   |

| Bouygues Telecom BTL | Bouygues Telecom BTL   | Bouygues Telecom BTL |
| -------------------- | ---------------------- | -------------------- |
| Num                  | Coureur                | Pos                  |
| 141                  | Thomas Voeckler (FRA)  | 18e                  |
| 142                  | Pierrick Fédrigo (FRA) | AB-5                 |
| 143                  | Laurent Lefèvre (FRA)  | AB-7                 |
| 144                  | Rony Martias (FRA)     | NP-3                 |
| 145                  | Jérôme Pineau (FRA)    | 55e                  |
| 146                  | Didier Rous (FRA)      | 52e                  |
| 147                  | Matthieu Sprick (FRA)  | AB-7                 |
| 148                  | Unai Yus (ESP)         | 53e                  |

| La Française des jeux FDJ | La Française des jeux FDJ  | La Française des jeux FDJ |
| ------------------------- | -------------------------- | ------------------------- |
| Num                       | Coureur                    | Pos                       |
| 151                       | Philippe Gilbert (BEL)     | AB-7                      |
| 152                       | Freddy Bichot (FRA)        | 85e                       |
| 153                       | Christophe Detilloux (BEL) | NP-5                      |
| 154                       | Frédéric Finot (FRA)       | AB-7                      |
| 155                       | Thomas Lövkvist (SWE)      | 12e                       |
| 156                       | Ian McLeod (RSA)           | AB-7                      |
| 157                       | Fabien Sanchez (FRA)       | AB-7                      |
| 158                       | Benoît Vaugrenard (FRA)    | 77e                       |

| Crédit Agricole C.A | Crédit Agricole C.A       | Crédit Agricole C.A |
| ------------------- | ------------------------- | ------------------- |
| Num                 | Coureur                   | Pos                 |
| 161                 | Jaan Kirsipuu (EST)       | AB-6                |
| 162                 | László Bodrogi (HUN)      | HD-7                |
| 163                 | Alexandre Botcharov (RUS) | 34e                 |
| 164                 | Andrey Kashechkin (KAZ)   | 25e                 |
| 165                 | Dmitri Mouraviov (KAZ)    | 74e                 |
| 166                 | Benoît Poilvet (FRA)      | 86e                 |
| 167                 | Nicolas Vogondy (FRA)     | 90e                 |
| 168                 | Bradley Wiggins (GBR)     | NP-1                |

| Lampre-Caffita LAM | Lampre-Caffita LAM       | Lampre-Caffita LAM |
| ------------------ | ------------------------ | ------------------ |
| Num                | Coureur                  | Pos                |
| 171                | Gilberto Simoni (ITA)    | AB-7               |
| 172                | Alessandro Ballan (ITA)  | AB-7               |
| 173                | Salvatore Commesso (ITA) | 88e                |
| 174                | Gerrit Glomser (AUT)     | AB-4               |
| 175                | David Loosli (SUI)       | AB-7               |
| 176                | Evgueni Petrov (RUS)     | 23e                |
| 177                | Daniele Righi (ITA)      | 94e                |
| 178                | Patxi Vila (ESP)         | 20e                |

| Domina Vacanze-De Nardi DOM | Domina Vacanze-De Nardi DOM | Domina Vacanze-De Nardi DOM |
| --------------------------- | --------------------------- | --------------------------- |
| Num                         | Coureur                     | Pos                         |
| 181                         | Mirko Celestino (ITA)       | 60e                         |
| 182                         | Alessandro Cortinovis (ITA) | 68e                         |
| 183                         | Angelo Furlan (ITA)         | AB-7                        |
| 184                         | Sergio Ghisalberti (ITA)    | 72e                         |
| 185                         | Maxim Iglinskiy (KAZ)       | 33e                         |
| 186                         | Matej Jurčo (SVK)           | 93e                         |
| 187                         | Jörg Ludewig (GER)          | 65e                         |
| 188                         | Rafael Nuritdinov (UZB)     | AB-7                        |

| Liquigas-Bianchi LIQ | Liquigas-Bianchi LIQ     | Liquigas-Bianchi LIQ |
| -------------------- | ------------------------ | -------------------- |
| Num                  | Coureur                  | Pos                  |
| 191                  | Franco Pellizotti (ITA)  | 6e                   |
| 192                  | Patrick Calcagni (SUI)   | AB-7                 |
| 193                  | Kjell Carlström (FIN)    | 75e                  |
| 194                  | Dario Cioni (ITA)        | 48e                  |
| 195                  | Nicola Loda (ITA)        | AB-7                 |
| 196                  | Luciano Pagliarini (BRA) | AB-7                 |
| 197                  | Charles Wegelius (GBR)   | 82e                  |
| 198                  | Marco Zanotti (ITA)      | NP-1                 |

| AG2R Prévoyance A2R | AG2R Prévoyance A2R      | AG2R Prévoyance A2R |
| ------------------- | ------------------------ | ------------------- |
| Num                 | Coureur                  | Pos                 |
| 201                 | Jean-Patrick Nazon (FRA) | AB-6                |
| 202                 | Mikel Astarloza (ESP)    | 40e                 |
| 203                 | Íñigo Chaurreau (ESP)    | 92e                 |
| 204                 | Cyril Dessel (FRA)       | AB-7                |
| 205                 | Andy Flickinger (FRA)    | AB-7                |
| 206                 | Stéphane Goubert (FRA)   | 22e                 |
| 207                 | Nicolas Portal (FRA)     | 51e                 |
| 208                 | Ludovic Turpin (FRA)     | 49e                 |

| Liberty Seguros-Würth LSW | Liberty Seguros-Würth LSW       | Liberty Seguros-Würth LSW |
| ------------------------- | ------------------------------- | ------------------------- |
| Num                       | Coureur                         | Pos                       |
| 1                         | Jörg Jaksche (GER)              | 5e                        |
| 2                         | Dariusz Baranowski (POL)        | 19e                       |
| 3                         | Alberto Contador (ESP)          | 15e                       |
| 4                         | Koen de Kort (NED)              | 91e                       |
| 5                         | Igor González de Galdeano (ESP) | AB-6                      |
| 6                         | Aaron Kemps (AUS)               | AB-7                      |
| 7                         | Javier Ramírez Abeja (ESP)      | 42e                       |
| 8                         | Luis León Sánchez (ESP)         | 54e                       |

| Gerolsteiner GST | Gerolsteiner GST       | Gerolsteiner GST |
| ---------------- | ---------------------- | ---------------- |
| Num              | Coureur                | Pos              |
| 11               | Davide Rebellin (ITA)  | 10e              |
| 12               | Andrea Moletta (ITA)   | AB-7             |
| 13               | Ronny Scholz (GER)     | AB-3             |
| 14               | Marco Serpellini (ITA) | 58e              |
| 15               | Marcel Strauss (SUI)   | AB-5             |
| 16               | Georg Totschnig (AUT)  | NP-4             |
| 17               | Beat Zberg (SUI)       | 89e              |
| 18               | Thomas Ziegler (GER)   | AB-7             |

| CSC | CSC                     | CSC  |
| --- | ----------------------- | ---- |
| Num | Coureur                 | Pos  |
| 21  | Jens Voigt (GER)        | 4e   |
| 22  | Kurt Asle Arvesen (NOR) | AB-7 |
| 23  | Vladimir Gusev (RUS)    | AB   |
| 24  | Bobby Julich (USA)      | 1er  |
| 25  | Carlos Sastre (ESP)     | AB-7 |
| 26  | Fränk Schleck (LUX)     | 7e   |
| 27  | Nicki Sørensen (DEN)    | 66e  |
| 28  | David Zabriskie (USA)   | AB-7 |

| T-Mobile TMO | T-Mobile TMO               | T-Mobile TMO |
| ------------ | -------------------------- | ------------ |
| Num          | Coureur                    | Pos          |
| 31           | Alexandre Vinokourov (KAZ) | 16e          |
| 32           | Torsten Hiekmann (GER)     | AB-5         |
| 33           | Sergueï Ivanov (RUS)       | AB-7         |
| 34           | André Korff (GER)          | AB-7         |
| 35           | Olaf Pollack (GER)         | AB-7         |
| 36           | Bram Schmitz (NED)         | AB-7         |
| 37           | Óscar Sevilla (ESP)        | 80e          |
| 38           | Sergueï Yakovlev (KAZ)     | AB-7         |

| Rabobank RAB | Rabobank RAB           | Rabobank RAB |
| ------------ | ---------------------- | ------------ |
| Num          | Coureur                | Pos          |
| 41           | Erik Dekker (NED)      | 11e          |
| 42           | Jan Boven (NED)        | 73e          |
| 43           | Steven de Jongh (NED)  | 84e          |
| 44           | Thomas Dekker (NED)    | 31e          |
| 45           | Mathew Hayman (AUS)    | 81e          |
| 46           | Grischa Niermann (GER) | 67e          |
| 47           | Joost Posthuma (NED)   | AB-7         |
| 48           | Roy Sentjens (BEL)     | 83e          |

| Discovery Channel DSC | Discovery Channel DSC    | Discovery Channel DSC |
| --------------------- | ------------------------ | --------------------- |
| Num                   | Coureur                  | Pos                   |
| 51                    | Lance Armstrong (USA)    | NP-4                  |
| 52                    | José Azevedo (POR)       | 28e                   |
| 53                    | Manuel Beltrán (ESP)     | 17e                   |
| 54                    | Tom Danielson (USA)      | 38e                   |
| 55                    | Viatcheslav Ekimov (RUS) | 71e                   |
| 56                    | Yaroslav Popovych (UKR)  | 27e                   |
| 57                    | José Luis Rubiera (ESP)  | 15e                   |
| 58                    | Paolo Savoldelli (ITA)   | 37e                   |

| Quick Step-Innergetic QSI | Quick Step-Innergetic QSI | Quick Step-Innergetic QSI |
| ------------------------- | ------------------------- | ------------------------- |
| Num                       | Coureur                   | Pos                       |
| 61                        | Tom Boonen (BEL)          | AB-7                      |
| 62                        | Kevin De Weert (BEL)      | 50e                       |
| 63                        | Kevin Hulsmans (BEL)      | AB-7                      |
| 64                        | Marc Lotz (NED)           | AB-7                      |
| 65                        | Michael Rogers (AUS)      | AB-6                      |
| 66                        | Bram Tankink (NED)        | 24e                       |
| 67                        | Guido Trenti (ITA)        | 64e                       |
| 68                        | Rik Verbrugghe (BEL)      | 56e                       |

| Phonak Hearing Systems PHO | Phonak Hearing Systems PHO           | Phonak Hearing Systems PHO |
| -------------------------- | ------------------------------------ | -------------------------- |
| Num                        | Coureur                              | Pos                        |
| 71                         | Floyd Landis (USA)                   | 46e                        |
| 72                         | Robert Hunter (RSA)                  | AB-1                       |
| 73                         | Nicolas Jalabert (FRA)               | 59e                        |
| 74                         | Miguel Ángel Martín Perdiguero (ESP) | NP-6                       |
| 75                         | Alexandre Moos (SUI)                 | 79e                        |
| 76                         | Víctor Hugo Peña (COL)               | 62e                        |
| 77                         | Óscar Pereiro (ESP)                  | 70e                        |
| 78                         | Tadej Valjavec (SLO)                 | 29e                        |

| Fassa Bortolo FAS | Fassa Bortolo FAS         | Fassa Bortolo FAS |
| ----------------- | ------------------------- | ----------------- |
| Num               | Coureur                   | Pos               |
| 81                | Dario Frigo (ITA)         | 36e               |
| 82                | Paolo Bossoni (ITA)       | AB-7              |
| 83                | Fabian Cancellara (SUI)   | 69e               |
| 84                | Mauro Facci (ITA)         | 76e               |
| 85                | Juan Antonio Flecha (ESP) | 63e               |
| 86                | Volodymyr Gustov (UKR)    | 57e               |
| 87                | Andrej Hauptman (SLO)     | AB-4              |
| 88                | Kim Kirchen (LUX)         | 13e               |

| Cofidis-Le Crédit par Téléphone COF | Cofidis-Le Crédit par Téléphone COF | Cofidis-Le Crédit par Téléphone COF |
| ----------------------------------- | ----------------------------------- | ----------------------------------- |
| Num                                 | Coureur                             | Pos                                 |
| 91                                  | David Moncoutié (FRA)               | 47e                                 |
| 92                                  | Frédéric Bessy (FRA)                | 78e                                 |
| 93                                  | Jimmy Casper (FRA)                  | AB-7                                |
| 94                                  | Sylvain Chavanel (FRA)              | 35e                                 |
| 95                                  | Jimmy Engoulvent (FRA)              | AB-6                                |
| 96                                  | Dmitriy Fofonov (KAZ)               | 39e                                 |
| 96                                  | Bingen Fernández (ESP)              | 44e                                 |
| 98                                  | Luis Pérez Rodríguez (ESP)          | AB-7                                |

| Illes Balears IBA | Illes Balears IBA            | Illes Balears IBA |
| ----------------- | ---------------------------- | ----------------- |
| Num               | Coureur                      | Pos               |
| 101               | Alejandro Valverde (ESP)     | 2e                |
| 102               | Daniel Becke (GER)           | AB-7              |
| 103               | Jonathan González Ríos (ESP) | HD-4              |
| 104               | David Navas (ESP)            | AB-7              |
| 105               | Aitor Osa (ESP)              | 32e               |
| 106               | Vicente Reynés (ESP)         | 45e               |
| 107               | Antonio Tauler (ESP)         | NP-1              |
| 108               | Xabier Zandio (ESP)          | HD-4              |

| Davitamon-Lotto DVL | Davitamon-Lotto DVL     | Davitamon-Lotto DVL |
| ------------------- | ----------------------- | ------------------- |
| Num                 | Coureur                 | Pos                 |
| 111                 | Axel Merckx (BEL)       | NP-6                |
| 112                 | Mario Aerts (BEL)       | 21e                 |
| 113                 | Christophe Brandt (BEL) | 26e                 |
| 114                 | Cadel Evans (AUS)       | 8e                  |
| 115                 | Nico Mattan (BEL)       | AB-7                |
| 116                 | Fred Rodriguez (USA)    | AB-7                |
| 117                 | Léon van Bon (NED)      | AB-3                |
| 118                 | Johan Vansummeren (BEL) | NP-6                |

| Saunier Duval-Prodir SDV | Saunier Duval-Prodir SDV         | Saunier Duval-Prodir SDV |
| ------------------------ | -------------------------------- | ------------------------ |
| Num                      | Coureur                          | Pos                      |
| 121                      | Leonardo Piepoli (ITA)           | 41e                      |
| 122                      | Íñigo Cuesta (ESP)               | AB-7                     |
| 123                      | Nicolas Fritsch (FRA)            | AB-7                     |
| 124                      | José Ángel Gómez Marchante (ESP) | 9e                       |
| 125                      | Fabian Jeker (SUI)               | AB-7                     |
| 126                      | Joaquim Rodríguez (ESP)          | 30e                      |
| 127                      | Francisco Ventoso (ESP)          | AB-7                     |
| 128                      | Constantino Zaballa (ESP)        | 3e                       |

| Euskaltel-Euskadi EUS | Euskaltel-Euskadi EUS         | Euskaltel-Euskadi EUS |
| --------------------- | ----------------------------- | --------------------- |
| Num                   | Coureur                       | Pos                   |
| 131                   | Igor Antón (ESP)              | AB-7                  |
| 132                   | Mikel Artetxe (ESP)           | AB-5                  |
| 133                   | Iker Camaño (ESP)             | AB-7                  |
| 134                   | Gorka González (ESP)          | AB-7                  |
| 135                   | Alberto López de Munain (ESP) | AB-7                  |
| 136                   | Egoi Martínez (ESP)           | 43e                   |
| 137                   | Aketza Peña (ESP)             | 87e                   |
| 138                   | Gorka Verdugo (ESP)           | 61e                   |

| Bouygues Telecom BTL | Bouygues Telecom BTL   | Bouygues Telecom BTL |
| -------------------- | ---------------------- | -------------------- |
| Num                  | Coureur                | Pos                  |
| 141                  | Thomas Voeckler (FRA)  | 18e                  |
| 142                  | Pierrick Fédrigo (FRA) | AB-5                 |
| 143                  | Laurent Lefèvre (FRA)  | AB-7                 |
| 144                  | Rony Martias (FRA)     | NP-3                 |
| 145                  | Jérôme Pineau (FRA)    | 55e                  |
| 146                  | Didier Rous (FRA)      | 52e                  |
| 147                  | Matthieu Sprick (FRA)  | AB-7                 |
| 148                  | Unai Yus (ESP)         | 53e                  |

| La Française des jeux FDJ | La Française des jeux FDJ  | La Française des jeux FDJ |
| ------------------------- | -------------------------- | ------------------------- |
| Num                       | Coureur                    | Pos                       |
| 151                       | Philippe Gilbert (BEL)     | AB-7                      |
| 152                       | Freddy Bichot (FRA)        | 85e                       |
| 153                       | Christophe Detilloux (BEL) | NP-5                      |
| 154                       | Frédéric Finot (FRA)       | AB-7                      |
| 155                       | Thomas Lövkvist (SWE)      | 12e                       |
| 156                       | Ian McLeod (RSA)           | AB-7                      |
| 157                       | Fabien Sanchez (FRA)       | AB-7                      |
| 158                       | Benoît Vaugrenard (FRA)    | 77e                       |

| Crédit Agricole C.A | Crédit Agricole C.A       | Crédit Agricole C.A |
| ------------------- | ------------------------- | ------------------- |
| Num                 | Coureur                   | Pos                 |
| 161                 | Jaan Kirsipuu (EST)       | AB-6                |
| 162                 | László Bodrogi (HUN)      | HD-7                |
| 163                 | Alexandre Botcharov (RUS) | 34e                 |
| 164                 | Andrey Kashechkin (KAZ)   | 25e                 |
| 165                 | Dmitri Mouraviov (KAZ)    | 74e                 |
| 166                 | Benoît Poilvet (FRA)      | 86e                 |
| 167                 | Nicolas Vogondy (FRA)     | 90e                 |
| 168                 | Bradley Wiggins (GBR)     | NP-1                |

| Lampre-Caffita LAM | Lampre-Caffita LAM       | Lampre-Caffita LAM |
| ------------------ | ------------------------ | ------------------ |
| Num                | Coureur                  | Pos                |
| 171                | Gilberto Simoni (ITA)    | AB-7               |
| 172                | Alessandro Ballan (ITA)  | AB-7               |
| 173                | Salvatore Commesso (ITA) | 88e                |
| 174                | Gerrit Glomser (AUT)     | AB-4               |
| 175                | David Loosli (SUI)       | AB-7               |
| 176                | Evgueni Petrov (RUS)     | 23e                |
| 177                | Daniele Righi (ITA)      | 94e                |
| 178                | Patxi Vila (ESP)         | 20e                |

| Domina Vacanze-De Nardi DOM | Domina Vacanze-De Nardi DOM | Domina Vacanze-De Nardi DOM |
| --------------------------- | --------------------------- | --------------------------- |
| Num                         | Coureur                     | Pos                         |
| 181                         | Mirko Celestino (ITA)       | 60e                         |
| 182                         | Alessandro Cortinovis (ITA) | 68e                         |
| 183                         | Angelo Furlan (ITA)         | AB-7                        |
| 184                         | Sergio Ghisalberti (ITA)    | 72e                         |
| 185                         | Maxim Iglinskiy (KAZ)       | 33e                         |
| 186                         | Matej Jurčo (SVK)           | 93e                         |
| 187                         | Jörg Ludewig (GER)          | 65e                         |
| 188                         | Rafael Nuritdinov (UZB)     | AB-7                        |

| Liquigas-Bianchi LIQ | Liquigas-Bianchi LIQ     | Liquigas-Bianchi LIQ |
| -------------------- | ------------------------ | -------------------- |
| Num                  | Coureur                  | Pos                  |
| 191                  | Franco Pellizotti (ITA)  | 6e                   |
| 192                  | Patrick Calcagni (SUI)   | AB-7                 |
| 193                  | Kjell Carlström (FIN)    | 75e                  |
| 194                  | Dario Cioni (ITA)        | 48e                  |
| 195                  | Nicola Loda (ITA)        | AB-7                 |
| 196                  | Luciano Pagliarini (BRA) | AB-7                 |
| 197                  | Charles Wegelius (GBR)   | 82e                  |
| 198                  | Marco Zanotti (ITA)      | NP-1                 |

| AG2R Prévoyance A2R | AG2R Prévoyance A2R      | AG2R Prévoyance A2R |
| ------------------- | ------------------------ | ------------------- |
| Num                 | Coureur                  | Pos                 |
| 201                 | Jean-Patrick Nazon (FRA) | AB-6                |
| 202                 | Mikel Astarloza (ESP)    | 40e                 |
| 203                 | Íñigo Chaurreau (ESP)    | 92e                 |
| 204                 | Cyril Dessel (FRA)       | AB-7                |
| 205                 | Andy Flickinger (FRA)    | AB-7                |
| 206                 | Stéphane Goubert (FRA)   | 22e                 |
| 207                 | Nicolas Portal (FRA)     | 51e                 |
| 208                 | Ludovic Turpin (FRA)     | 49e                 |